# Obolinga zanonii
Obolinga zanonii là một loài thực vật có hoa trong họ Đậu. Loài này được Barneby mô tả khoa học đầu tiên.